# زچیرا موشوویچ
زچیرا موشوویچ (سیریلیک صربی: Зећира Мушовић؛ زادهٔ ۲۶ مهٔ ۱۹۹۶) بازیکن فوتبال اهل سوئد است.
از باشگاه‌هایی که در آن بازی کرده‌است می‌توان به باشگاه فوتبال زنان چلسی، استاتینا آی اف، و باشگاه فوتبال روزنگرد اشاره کرد.
وی همچنین در تیم ملی فوتبال زنان سوئد بازی کرده‌است.
وی در مسابقات کشوری و بین‌المللی در مجموع برندهٔ ۱ مدال نقره شده‌است.